# Эффект Эвершеда

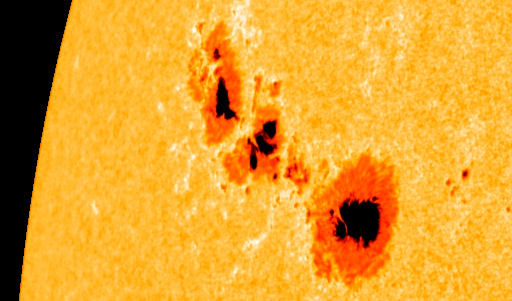
Солнечные пятна, 2011 г.

Эффект Эвершеда (англ. Evershed effect, иногда называется также эффект Эвершеда—Абетти) — явление в атмосфере Солнца, суть которого в том, что на уровне фотосферы газ со скоростью порядка 2 км/с движется по направлению от центра солнечного пятна наружу, тогда как в хромосфере над пятном происходит движение газа к центру пятна со скоростью до 5 км/с. Название получило в честь английского астронома Джона Эвершеда, открывшего это явление в 1909 году.
В 2009 году причины этого явления объяснили астрофизики из США и ФРГ с помощью моделирования на суперкомпьютере с быстродействием 76 триллионов операций в секунду